# Svart rördrom
Svart rördrom (Botaurus flavicollis) är en asiatisk fågel i familjen hägrar inom ordningen pelikanfåglar. Arten minskar i antal men beståndet anses ändå vara livskraftigt.

## Utseende
Med en kroppslängd på 58 centimeter är svart rördrom en relativt stor rördrom. Förutom storleken skiljer den sig från sina släktingar genom sin långa hals och långa gula näbb. Den adulta fågeln är enhetligt svart, med gula halssidor. Undersidan är vitaktig men kraftigt brunstreckad. Ungfågeln liknar den adulta, men är mörkbrun istället för svart.

## Läte
Sången består av låga, trumliknande och något fallande dån, i engelsk litteratur återgiven som "whoo-o-o-o-o". Den avges i intervaller med cirka 15 sekunders mellanrum och besvaras vanligen av närmaste revirgranne. Vid boet kan även ett "co-oorh" höras. Vid uppflog är den vanligen tystlåten, men kan avge stammande och kråklika "nyuk-nyuk-nyuk" i flykten.

## Utbredning och systematik
Svart rördrom delas upp i tre underarter med följande utbredning:
- Botaurus flavicollis flavicollis – Indien och Sydostasien till Indonesien och Filippinerna.
- Botaurus flavicollis australis – Moluckerna, Nya Guinea och Bismarckarkipelagen till västra, norra och östra Australien.
- Botaurus flavicollis woodfordi – häckar endemiskt på Salomonöarna

Populationerna i de nordvästra områdena, främst i Kina, är flyttfåglar.

### Släktestillhörighet
På grund av sin avvikande morfologi placerades svart rördrom tidigare i det egna släktet Dupetor. Trots att den är tydligt större visade dock genetiska studier att den är närbesläktad med de mindre dvärgrördrommarna och fördes därför dvärgrördrommarnas släkte Ixobrychus.
Sedan 2024 inkluderas dock Ixobrychus bland de större arterna i Botaurus baserat på vidare genetiska studier. Redan 1987 visade Sheldon med hjälp av DNA-DNA-hybridisering att amerikansk dvärgrördrom står närmare amerikansk rördrom snarare än de två andra Ixobrychus-arterna i studien (kanelrördrom och dvärgrördrom). I Päckert m.fl. (2014) som använde DNA-streckkodning stod amerikansk dvärgrördrom närmare de tre Botaurus-arterna i studien snarare än de övriga Ixobrychus-arterna.
Hruska m.fl. (2023), den hittills mest omfattande genetiska studien av hägrar, bekräftar systerskapet mellan amerikansk dvärgrördrom och Botaurus-rördrommarna, men också att den likaledes amerikanska arten strimryggig dvärgrördrom står närmare denna grupp än övriga dvärgrördrommar. Amerikansk dvärgrördrom och även strimryggig dvärgrördrom skulle därför kunna brytas ut i egna släkten, alternativt flyttas till Botaurus. Med tanke på amerikanska dvärgrördrommens likhet med typarten för Ixobrychus dvärgrördrommen, så pass att de tidigare har behandlats som en och samma art, anses en bättre lösning vara att inkludera alla dvärgrördrommar i Botaurus. Att så olikstora arter ryms i ett och samma släkte kan förklaras med att evolutionen i denna grupp gått relativt fort, där stora arter utvecklats snabbt ur mindre.

## Levnadssätt
Svart rördrom häckar i vassbälten, på en plattform av vass i buskar eller ibland i träd där den lägger tre till fem ägg. Den kan vara svår att få syn på men tenderar att flyga relativt ofta, varvid den svarta ovansidan gör den omisskännlig. Fågeln lever av insekter, fisk och groddjur.

## Bilder

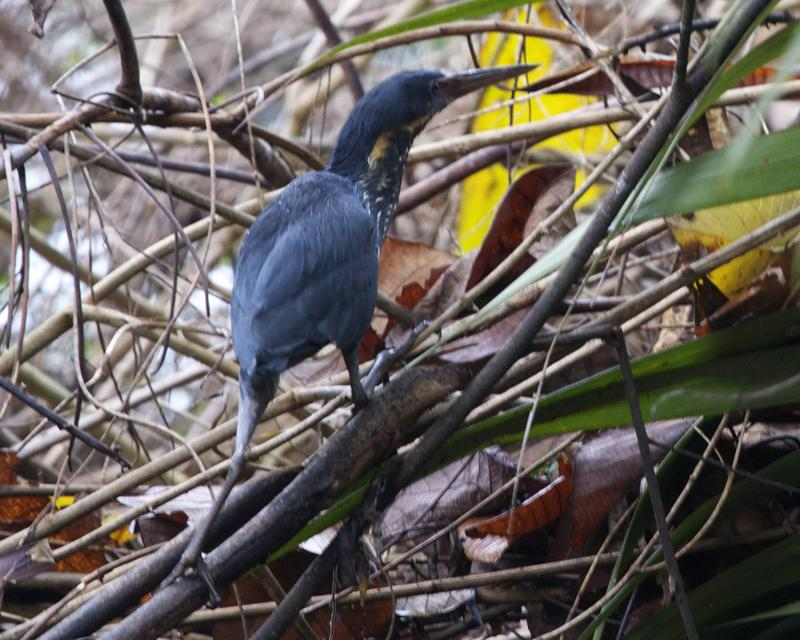
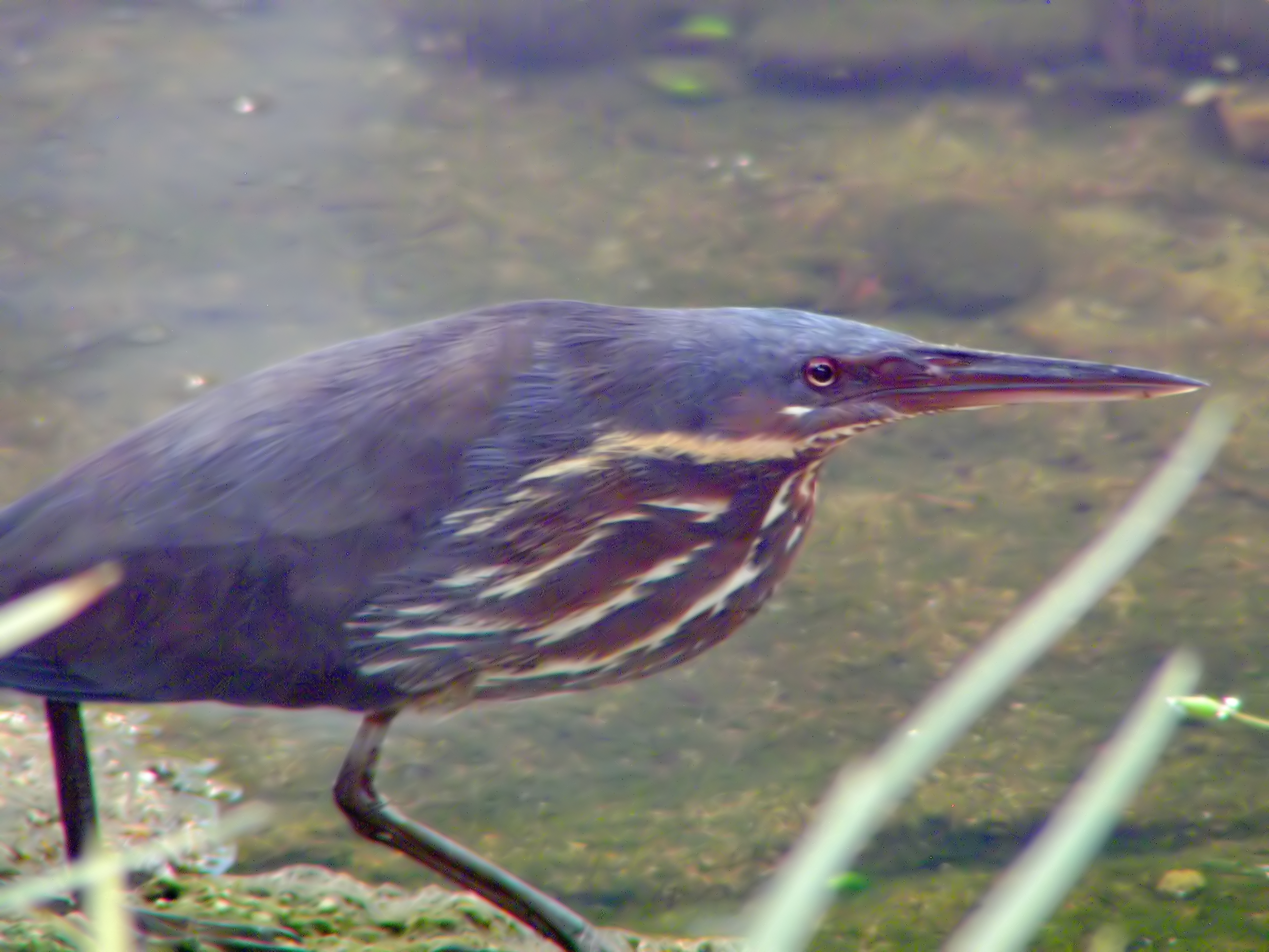
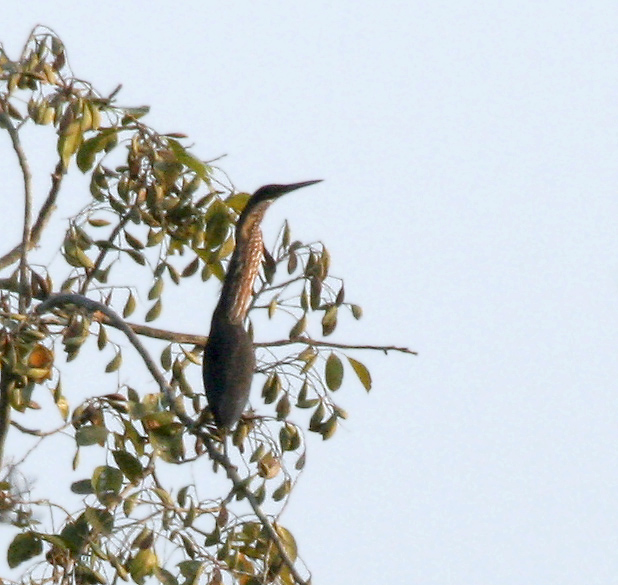

## Status
Arten har ett stort utbredningsområde och internationella naturvårdsunionen IUCN kategoriserar arten som livskraftig. Beståndsutvecklingen är dock oklar. Världspopulationen uppskattas till mellan 30 000 och 214 000 adulta individer.